# 姜紹祖 (1876年)
姜紹祖（1876年12月26日—1895年7月11日），幼名金韞，字纘堂，臺灣新竹縣北埔鄉惠州府陸豐縣客家人，出生北埔姜家，為「金廣福大隘」第一代墾戶首姜秀鑾的曾孫，家境富裕。為棟軍主要將領，軍階為都司。1895年，組織義勇軍參與乙未戰爭抗日，被日軍俘虜後服毒自盡，年僅19歲。

## 抗日
1895年，清日甲午戰爭，清廷失利，放棄朝鮮宗主權、割讓福建臺灣省主權予日本。日軍依約登陸接收福建臺灣省，各地民眾揭竿而起，組織義勇軍與「臺灣民主國」正規軍共同抵抗日軍，史稱乙未戰爭。姜紹祖時任都司，與黃南球率領正規軍棟軍的棟字左右營及「敢」字數營鄉勇迎戰日軍。
7月7日姜紹祖與吳湯興和徐驤率領義軍數百人，鍾石妹從竹東募義勇軍二營駐紮二重埔，苗栗黃南球進入十八尖山，多支義勇軍伺機反攻新竹城。7月10日姜紹祖據守枕頭山下黃宅苦戰（今新竹市中山公園），被日軍包圍，彈盡援絕而被俘，不願屈降，隔日於獄中吞食鴉片膏自盡。姜紹祖死後，鄭以金等人仍努力奮戰，並率領新竹子弟兵參加八卦山之役。
姜紹祖殉難32天後，遺腹子出生，取名為振驤。姜振驤即新竹國際商業銀行（現渣打國際商業銀行）的前身－「新竹區合會儲蓄公司」的創辦人之一，並擔任第一任董事長。
中華民國政府遷臺後感念姜紹祖奮力抗日且功績重大，後遂於民國59年3月將其與吳湯興等人之靈位入祀國民革命忠烈祠文烈士祠，並供後人進行憑弔。

## 著作及評價
姜紹祖遺作《姜纘堂先生遺稿》，據王國璠《台灣先賢著作提要》，稱此書為1928年新竹姜樹人所輯，白報紙謄寫版（日語油印稱謄寫版，故此版為油印本），共收五、七言絕句24首，七律3首，聯語6則，清新可喜，國家圖書館藏有抄本，惟1977年鍾肇政寫《姜紹祖傳》時，想借閱《姜纘堂先生遺稿》已遍尋不著，未知此稿目前是否傳世？幸經鍾肇政搜羅，尚得七言絕句2首，第一首是〈出師贈同學〉：「書幃別出換戎衣，誓逐胡塵建義旂；士子何辜奔國難，匹夫有責安鄉畿。」傳達不願淪為異族統治，保衛家鄉的決心。第二首是〈自輓〉：「邊戍孤軍自一枝，九迴腸斷事可知；男兒應為國家計，豈敢偷生降敵夷。」 寫於被日人俘虜，從容就義前，彰顯臨危不懼，至死不渝的英勇精神。另姜紹祖於清光緒二十年（1894）署名捐獻予峨眉鄉富興村隆聖宮之楹柱對聯「義氣與山河並重，忠貞偕日月爭光」為姜紹祖短暫的一生留下最忠實的寫照，舊廟建築已於1997年拆除改建，此對楹柱目前安置於富興老茶廠一角。

## 影視形象
| 年份 | 作品     | 演員   |
| ---- | -------- | ------ |
| 2008 | 一八九五 | 張書豪 |

## 外部連結
- 國定古蹟金廣福公館的部落格
- 1895乙未‧新竹東門‧姜紹祖的故事
- 電影《一八九五》官方部落格 （页面存档备份，存于）